# Paco Serrano
Francisco Serrano (Fernán Núñez, provincia de Córdoba, 11 de junio de 1960-Córdoba, 1 de diciembre de 2009) fue un pintor y escritor español y licenciado en Bellas Artes.

## Su obra
"El dolor y el sexo como elementos clave de sus obras. Dibujos en los que se presenta un mundo psicológico." 
Es la primera impresión que sus dibujos y pinturas publicados ofrecen. La totalidad de su obra muestra la parcela del mundo más conflictiva, a la que respondía vehemente. 
Su obra nace a consecuencia del sacrificio de voluntad, de gran parte de sus planos como ser humano, en un acto de fe y dedicados a la pintura, sacrificio que sólo los hombres profunda y auténticamente religiosos pueden comprender. Su religión fue el Arte. 

## El hombre
"La primera vez que vi a Paco Serrano me pareció un tipo impresentable. Mirada torva y desasosegante. Rasqué un poco y descubrí que los tesoros no se exhiben, se esconden. Las inteligencias brillantes enferman pero mantienen acerada su capacidad para embestir, analizar, crear. La de Paco me fascinaba, ora disertaba, ora desbarraba con algún delirio.
Este Cyrano de la pintura encerrado en su agorafóbica torre de marfil, nos ha dejado como ángel caído que vuelve a elevarse, como un inocente lucifer. Sus mujeres fatales se quedan solas, sin nadie que las redima.
Cuando creas acabar un cuadro rómpele la nariz, después rómpesela otra vez... sentenciaba reclinado en su sofá, con actitud punk, insolente y honesta. Pintaba con una sinceridad y una honestidad insólitas.
Personaje intratable y único, era el artista más generoso que he conocido, regalaba obras a todo aquel que le tratara con afecto. Fue mi gurú, mi maestro Yoda. Fue mi amigo.
En una época de banalización y mercantilización de la imagen yo reivindico a Paco Serrano. Pintor de ángeles, demonios, rameras, boxeadores, roqueros y suicidas. Pintor del dolor y la pasión". Ángel Corral (pintor).
Tras su muerte, la primera reacción de la pequeña sociedad cordobesa en la que vivió, trasluce lo increíblemente incómodo que fue para sus coetáneos: Amado hasta el éxtasis, fueron publicados por Ars Operandi y Andalocio, comentarios que elevan sus cualidades personales más allá del límite humano. 
Temido por los círculos criticados por él, el sábado 7 de diciembre, no apareció el monográfico en el diario Córdoba (diario en el que era colaborador) que los coleccionistas de su inmensa obra esperaban. 
Ilustrando esta reacción social y también esperándola desde la lucidez que solo ciertos genios poseen, escribe en uno de sus diarios de dibujos " La sociedad me debe al menos una chocolatina". Hoy por hoy la deuda persiste.

## Influencias
Las influencias del pintor Paco Serrano eran múltiples aunque principalmente era deudor del expresionismo alemán y nórdico de principios de siglo XX. Es patente en su temática el dolor, la muerte y el sexo alegorizados con la figura humana. Una figura humana muy personal tratada cromática y matéricamente con una gran maestría y con notoria fuerza.
El pintor hablaba a menudo con notable erudición de sus influencias del Renacimiento italiano. En cierta etapa se dejó influir por la monumentalidad de Masaccio, tenía dibujos inspirados en maestros italianos y componía muchas veces sus figuras femeninas a la manera clásica.
A lo largo de su extensísima producción se puede rastrear, especialmente en la primera década, la influencia del surrealismo. Son destacables, aunque no frecuentes, sus collages con fotos y recortes de periódicos donde él añadía otros elementos dibujando o pintando. 
No podemos olvidar sus momentos pop en cuadros en los que recreaba portadas de discos de pop-rock o punk-rock. El más notorio de ellos fue uno de sus últimos cuadros, en el que pintó un guitarrista rompiendo su instrumento. Emulando esta portada de The Clash nos dejó muy clara su actitud punk. 
Especialmente revelador es este escrito, que aparece en uno de los diarios de dibujos del año 1994, llamados por él «Cuadernos de Bitácora del barco Soledad» :
" Me declaro romántico en su significado más radical. Amo el individualismo, lo abrazo porque el colectivismo es una gran masa de pasiones negativistas. Asumo el amor por todo aquello que no existe_ A Max Estrella se le quemaros los ojos de mirar al infinito_ Predominio del sueño sobre la vigilia, predominio de lo indemostrable sobre lo demostrado en un mundo que arde. Abrazo impúdicamente a la soledad, "Mi amiga de siempre" (O.W.). Me declaro expresionista porque quiero conmover, golpear directamente en la cara. Me declaro barroco por amor a la mancha que dibuja fantasmas ( Velázquez según Ortega). Romanticismo y Barroco son movimientos afines. Caravaggio quiso crear alucinación. Zurbarán creaba alucinación sin quererlo. Me declaro simbolista del subconsciente liberado por la estupefacción química, intelectual, erótica, etílica. Cuando pinto me elevo y pienso que Santa Teresa debió pintar, que Apollinaire debió ser pintor... Soy muy poco ecléctico. Solo creo en mi propia ecclesia. 
La palabra ecléctico solo la utilizan ya intelectuales mohosos y los niñatos."
Para el que firma el artículo las influencias de este artista no merman en absoluto su originalidad y personalidad. El pintor Paco Serrano pintaba con una sinceridad y una visceralidad difícil de encontrar en sus coetáneos.